# 屋形古墳群
屋形古墳群（やかたこふんぐん）は、福岡県うきは市にある古墳群。国の史跡。

## 概要
珍敷塚古墳、原古墳、鳥船塚古墳、古畑古墳の4基の円墳で構成される。現在、墳丘が残っているのは、古畑古墳と原古墳のみである。昭和61年（1986年）2月25日に国の史跡となった。
珍敷塚古墳（めずらしづかこふん）
奥壁と壁の腰石のみが残り、墳丘は古い時代に破壊されたと考えられる。壁画には点と線を多様に使った絵が書かれている。
原古墳（はるこふん）
直径約12.4メートル、高さ約3.5メートルの円墳で、石室は全長約8.9メートルの横穴式石室である。奥壁には赤色で大型の船が描かれており、船の上には櫂を漕ぐ人と、弓を持つ人が描かれている。
鳥船塚古墳（とりふねづかこふん）
石室は破壊されており、奥壁の腰石2段を残すのみである。奥壁の1段目には2個の靫と船、同心円文が描かれている。船は大きな櫂のある大型の船で、人物が乗っており帆を張る柱が2ヶ所ある。2段目には、鳥が船の艫と舳先に各1羽つづ止まっている絵が描かれている。
古畑古墳（ふるはたこふん）
直径約20メートル、高さ約3メートルの横穴式石室を持つ円墳で、墳丘は2段築成である。段築面には円筒埴輪が並んでおり、奥壁には三角文、人物、同心円文が赤色で描かれている。

## 所在地
| 〒839-1333                      |
| 福岡県うきは市吉井町富永653-2他 |

## アクセス・交通
JR久大本線筑後吉井駅からタクシーで15分。